# いにしえ逍遥・旅タカラジェンヌ
『いにしえ逍遥・旅タカラジェンヌ』（いにしえしょうよう・たびたからじぇんぬ）は、スカパー!e2のTAKARAZUKA SKY STAGEで2011年7月1日にスタートした情報番組。KBS京都テレビでのタイトルは、『旅タカラジェンヌ』。

## 概要
宝塚歌劇団に所属する、現役タカラジェンヌが関西2府4県＋三重県の名所を旅する旅番組。テーマを1つ決めて2話に分けて放送する（同府同県の違うスポットを1回ずつやるなど、例外もあり）。放送時間は15分（KBS京都では15分を2本立てで30分番組として放送）。2010年に放送された『阪急・浪漫沿線』の後番組的な位置づけである。
テーマ曲（OP・EDとも）は歌劇団員が歌う『すみれの花咲く頃』。

## 放送内容
放送日は、一番早いTAKARAZUKA SKY STAGEでの放送日。月の前半は目安として、1～15日，後半は16日～末日を指す。
麻央侑希、愛加あゆ、彩凪翔、蒼羽りく、実咲凜音、早乙女わかば、彩風咲奈、十碧れいやの8人は、『阪急・浪漫沿線』にも出演歴がある。
| 回  | 放送日         | 作品名                    | 出演者（タカラジェンヌ。括弧内は組名・期名・役名） ※組名・役名は当時のもの | 備考        |
| --- | -------------- | ------------------------- | -------------------------------------------------------------------------- | ----------- |
| 1   | 2011年7月前半  | 京都・北山の夏（1）       | 煌月爽矢（月組・92期・男役）                                               |             |
| 2   | 2011年7月後半  | 京都・北山の夏（2）       | 煌月爽矢（月組・92期・男役）                                               |             |
| 3   | 2011年8月前半  | 古都・奈良（1）           | 華雅りりか（花組・94期・娘役）                                             |             |
| 4   | 2011年8月後半  | 古都・奈良（2）           | 華雅りりか（花組・94期・娘役）                                             |             |
| 5   | 2011年9月前半  | 港町・神戸（1）           | すみれ乃麗（宙組・92期・娘役）                                             | [ 1 ]       |
| 6   | 2011年9月後半  | 港町・神戸（2）           | すみれ乃麗（宙組・92期・娘役）                                             | [ 1 ]       |
| 7   | 2011年10月前半 | 滋賀・長浜（1）           | 芹香斗亜（花組・93期・男役）                                               |             |
| 8   | 2011年10月後半 | 滋賀・長浜（2）           | 芹香斗亜（花組・93期・男役）                                               |             |
| 9   | 2011年11月前半 | 大阪・船場（1）           | 麻央侑希（星組・94期・男役）                                               | [ 2 ]       |
| 10  | 2011年11月後半 | 大阪・船場（2）           | 麻央侑希（星組・94期・男役）                                               | [ 2 ]       |
| 11  | 2011年12月前半 | 京都・東山（1）           | 花陽みら（月組・93期・娘役）                                               |             |
| 12  | 2011年12月後半 | 京都・東山（2）           | 花陽みら（月組・93期・娘役）                                               |             |
| 13  | 2012年1月前半  | 京都・天橋立（1）         | 愛加あゆ（雪組・91期・娘役）                                               | [ 1 ] [ 2 ] |
| 14  | 2012年1月後半  | 京都・天橋立（2）         | 愛加あゆ（雪組・91期・娘役）                                               | [ 1 ] [ 2 ] |
| 15  | 2012年2月前半  | 兵庫・芦屋                | 紫門ゆりや（月組・91期・男役）                                             | [ 3 ]       |
| 16  | 2012年2月後半  | 兵庫・御影                | 紫門ゆりや（月組・91期・男役）                                             | [ 3 ]       |
| 17  | 2012年3月前半  | 奈良・橿原（1）           | 彩凪翔（雪組・92期・男役）                                                 | [ 2 ]       |
| 18  | 2012年3月後半  | 奈良・橿原（2）           | 彩凪翔（雪組・92期・男役）                                                 | [ 2 ]       |
| 19  | 2012年4月前半  | 大阪・堺（1）             | 蒼羽りく（宙組・93期・男役）                                               | [ 2 ]       |
| 20  | 2012年4月後半  | 大阪・堺（2）             | 蒼羽りく（宙組・93期・男役）                                               | [ 2 ]       |
| 21  | 2012年5月前半  | 近松・なにわ路（1）       | 実咲凜音（花組・95期・娘役）                                               | [ 4 ] [ 2 ] |
| 22  | 2012年5月後半  | 近松・なにわ路（2）       | 実咲凜音（花組・95期・娘役）                                               | [ 4 ] [ 2 ] |
| 23  | 2012年6月前半  | 和歌山・御坊              | 珠城りょう（月組・94期・男役）                                             |             |
| 24  | 2012年6月後半  | 和歌山・湯浅              | 珠城りょう（月組・94期・男役）                                             |             |
| 25  | 2012年7月前半  | 京都・伏見（1）           | 星乃あんり（雪組・95期・娘役）                                             |             |
| 26  | 2012年7月後半  | 京都・伏見（2）           | 星乃あんり（雪組・95期・娘役）                                             |             |
| 27  | 2012年8月前半  | 兵庫・有馬（1）           | 愛月ひかる（宙組・93期・男役）                                             |             |
| 28  | 2012年8月後半  | 兵庫・有馬（2）           | 愛月ひかる（宙組・93期・男役）                                             |             |
| 29  | 2012年9月前半  | 神戸・王妃の休日（1）     | 早乙女わかば（月組・94期・娘役）                                           | [ 2 ]       |
| 30  | 2012年9月後半  | 神戸・王妃の休日（2）     | 早乙女わかば（月組・94期・娘役）                                           | [ 2 ]       |
| 31  | 2012年10月前半 | 京都・島原                | 夢華あみ（雪組・96期・娘役）                                               | [ 1 ]       |
| 32  | 2012年10月後半 | 京都・壬生                | 夢華あみ（雪組・96期・娘役）                                               | [ 1 ]       |
| 33  | 2012年11月前半 | 兵庫・篠山（1）           | 春妃うらら（花組・97期・娘役）                                             |             |
| 34  | 2012年11月後半 | 兵庫・篠山（2）           | 春妃うらら（花組・97期・娘役）                                             |             |
| 35  | 2012年12月前半 | 奈良・文学散歩（1）       | 咲妃みゆ（月組・96期・娘役）                                               | [ 5 ]       |
| 36  | 2012年12月後半 | 奈良・文学散歩（2）       | 咲妃みゆ（月組・96期・娘役）                                               | [ 5 ]       |
| 37  | 2013年1月前半  | 三重・伊勢（1）           | 桜咲彩花（花組・93期・娘役）                                               |             |
| 38  | 2013年1月後半  | 三重・伊勢（2）           | 桜咲彩花（花組・93期・娘役）                                               |             |
| 39  | 2013年2月前半  | 兵庫・宝塚（1）           | 彩風咲奈（雪組・93期・男役）                                               | [ 2 ]       |
| 40  | 2013年2月後半  | 兵庫・宝塚（2）           | 彩風咲奈（雪組・93期・男役）                                               | [ 2 ]       |
| 41  | 2013年3月前半  | 京都・桃の節句（1）       | 綺咲愛里（星組・96期・娘役）                                               |             |
| 42  | 2013年3月後半  | 京都・桃の節句（2）       | 綺咲愛里（星組・96期・娘役）                                               |             |
| 43  | 2013年4月前半  | 滋賀・近江八幡（1）       | 透水さらさ（雪組・92期・娘役）                                             |             |
| 44  | 2013年4月後半  | 滋賀・近江八幡（2）       | 透水さらさ（雪組・92期・娘役）                                             |             |
| 45  | 2013年5月前半  | 京都・嵯峨野              | 海乃美月（月組・97期・娘役）                                               |             |
| 46  | 2013年5月後半  | 京都・嵐山                | 海乃美月（月組・97期・娘役）                                               |             |
| 47  | 2013年6月前半  | 記紀の旅・和歌山（1）     | 鳳月杏（月組・92期・男役）                                                 |             |
| 48  | 2013年6月後半  | 記紀の旅・和歌山（2）     | 鳳月杏（月組・92期・男役）                                                 |             |
| 49  | 2013年7月前半  | 太閤の夢・大阪（1）       | 瀬音リサ（宙組・93期・娘役）                                               |             |
| 50  | 2013年7月後半  | 太閤の夢・大阪（2）       | 瀬音リサ（宙組・93期・娘役）                                               |             |
| 51  | 2013年8月前半  | 京都・貴船（1）           | 仙名彩世（花組・94期・娘役）                                               |             |
| 52  | 2013年8月後半  | 京都・貴船（2）           | 仙名彩世（花組・94期・娘役）                                               |             |
| 53  | 2013年9月前半  | 京都・祇園（1）           | 花乃まりあ（花組・96期・娘役）                                             |             |
| 54  | 2013年9月後半  | 京都・祇園（2）           | 花乃まりあ（花組・96期・娘役）                                             |             |
| 55  | 2013年10月前半 | 京都・御所南（1）         | 妃海風（星組・95期・娘役）                                                 |             |
| 56  | 2013年10月後半 | 京都・御所南（2）         | 妃海風（星組・95期・娘役）                                                 |             |
| 57  | 2013年11月前半 | 兵庫・出石（1）           | 帆風成海（雪組・93期・男役）                                               |             |
| 58  | 2013年11月後半 | 兵庫・出石（2）           | 帆風成海（雪組・93期・男役）                                               |             |
| 59  | 2013年12月前半 | 神戸・モダン街道（1）     | 十碧れいや（星組・93期・男役）                                             | [ 2 ]       |
| 60  | 2013年12月後半 | 神戸・モダン街道（2）     | 十碧れいや（星組・93期・男役）                                             | [ 2 ]       |
| 61  | 2014年1月前半  | 滋賀・湖西（1）           | 大河凜（花組・93期・男役）                                                 |             |
| 62  | 2014年1月後半  | 滋賀・湖西（2）           | 大河凜（花組・93期・男役）                                                 |             |
| 63  | 2014年2月前半  | 大阪・音物語（1）         | 伶美うらら（宙組・95期・娘役）                                             |             |
| 64  | 2014年2月後半  | 大阪・音物語（2）         | 伶美うらら（宙組・95期・娘役）                                             |             |
| 65  | 2014年3月前半  | 京都・蹴上（1）           | 朝美絢（月組・95期・男役）                                                 |             |
| 66  | 2014年3月後半  | 京都・蹴上（2）           | 朝美絢（月組・95期・男役）                                                 |             |
| 67  | 2014年4月前半  | 奈良・西ノ京（1）         | 桜木みなと（宙組・95期・男役）                                             |             |
| 68  | 2014年4月後半  | 奈良・西ノ京（2）         | 桜木みなと（宙組・95期・男役）                                             |             |
| 69  | 2014年5月前半  | 京都・宇治（1）           | 礼真琴（星組・95期・男役）                                                 |             |
| 70  | 2014年5月後半  | 京都・宇治（2）           | 礼真琴（星組・95期・男役）                                                 |             |
| 71  | 2014年6月前半  | 京都・山崎                | 柚香光（花組・95期・男役）                                                 |             |
| 72  | 2014年6月後半  | 京都・八幡                | 柚香光（花組・95期・男役）                                                 |             |
| 73  | 2014年7月前半  | 大阪・七夕伝説の町（1）   | 瀬央ゆりあ（星組・95期・男役）                                             |             |
| 74  | 2014年7月後半  | 大阪・七夕伝説の町（2）   | 瀬央ゆりあ（星組・95期・男役）                                             |             |
| 75  | 2014年8月前半  | 京都・六波羅（1）         | 水美舞斗（花組・95期・男役）                                               |             |
| 76  | 2014年8月後半  | 京都・六波羅（2）         | 水美舞斗（花組・95期・男役）                                               |             |
| 77  | 2014年9月前半  | 大阪・天満（1）           | 輝月ゆうま（月組・95期・男役）                                             |             |
| 78  | 2014年9月後半  | 大阪・天満（2）           | 輝月ゆうま（月組・95期・男役）                                             |             |
| 79  | 2014年10月前半 | 京都・紫野（1）           | 月城かなと（雪組・95期・男役）                                             |             |
| 80  | 2014年10月後半 | 京都・紫野（2）           | 月城かなと（雪組・95期・男役）                                             |             |
| 81  | 2014年11月前半 | 滋賀・彦根（1）           | 城妃美伶（星組・97期・娘役）                                               |             |
| 82  | 2014年11月後半 | 滋賀・彦根（2）           | 城妃美伶（星組・97期・娘役）                                               |             |
| 83  | 2014年12月前半 | 兵庫・赤穂（1）           | 有沙瞳（雪組・98期・娘役）                                                 |             |
| 84  | 2014年12月後半 | 兵庫・赤穂（2）           | 有沙瞳（雪組・98期・娘役）                                                 |             |
| 85  | 2015年1月前半  | 京都・新春の寿ぎ（1）     | 紫藤りゅう（星組・96期・男役）                                             |             |
| 86  | 2015年1月後半  | 京都・新春の寿ぎ（2）     | 紫藤りゅう（星組・96期・男役）                                             |             |
| 87  | 2015年2月前半  | 兵庫・西宮（1）           | 和希そら（宙組・96期・男役）                                               |             |
| 88  | 2015年2月後半  | 兵庫・西宮（2）           | 和希そら（宙組・96期・男役）                                               |             |
| 89  | 2015年3月前半  | 京都・花屋町（1）         | 優波慧（花組・96期・男役）                                                 |             |
| 90  | 2015年3月後半  | 京都・花屋町（2）         | 優波慧（花組・96期・男役）                                                 |             |
| 91  | 2015年4月前半  | 兵庫・淡路島（1）         | 蓮つかさ（月組・97期・男役）                                               |             |
| 92  | 2015年4月後半  | 兵庫・淡路島（2）         | 蓮つかさ（月組・97期・男役）                                               |             |
| 93  | 2015年5月前半  | 京都・幕末紀行（1）       | 永久輝せあ（雪組・97期・男役）                                             |             |
| 94  | 2015年5月後半  | 京都・幕末紀行（2）       | 永久輝せあ（雪組・97期・男役）                                             |             |
| 95  | 2015年6月前半  | 京都・舞鶴（1）           | 留依蒔世（宙組・97期・男役）                                               |             |
| 96  | 2015年6月後半  | 京都・舞鶴（2）           | 留依蒔世（宙組・97期・男役）                                               |             |
| 97  | 2015年7月前半  | 兵庫・姫路（1）           | 星南のぞみ（雪組・98期・娘役）                                             |             |
| 98  | 2015年7月後半  | 兵庫・姫路（2）           | 星南のぞみ（雪組・98期・娘役）                                             |             |
| 99  | 2015年8月前半  | 三重・伊賀（1）           | 天華えま（星組・98期・男役）                                               |             |
| 100 | 2015年8月後半  | 三重・伊賀（2）           | 天華えま（星組・98期・男役）                                               |             |
| 101 | 2015年9月前半  | 京都・三条（1）           | 朝月希和（花組・96期・娘役）                                               |             |
| 102 | 2015年9月後半  | 京都・三条（2）           | 朝月希和（花組・96期・娘役）                                               |             |
| 103 | 2015年10月前半 | 京都・西陣                | 叶羽時（月組・96期・娘役）                                                 |             |
| 104 | 2015年10月後半 | 京都・上七軒              | 叶羽時（月組・96期・娘役）                                                 |             |
| 105 | 2015年11月前半 | 大阪・みなみ（1）         | 彩みちる（雪組・99期・娘役）                                               |             |
| 106 | 2015年11月後半 | 大阪・みなみ（2）         | 彩みちる（雪組・99期・娘役）                                               |             |
| 107 | 2015年12月前半 | 和歌山・南紀白浜（1）     | 星風まどか（宙組・100期・娘役）                                            |             |
| 108 | 2015年12月後半 | 和歌山・南紀白浜（2）     | 星風まどか（宙組・100期・娘役）                                            |             |
| 109 | 2016年1月前半  | 初春の奈良（1）           | 真彩希帆（星組・98期・娘役）                                               |             |
| 110 | 2016年1月後半  | 初春の奈良（2）           | 真彩希帆（星組・98期・娘役）                                               |             |
| 111 | 2016年2月前半  | 兵庫・城崎（1）           | 紫乃小雪（月組・98期・娘役）                                               |             |
| 112 | 2016年2月後半  | 兵庫・城崎（2）           | 紫乃小雪（月組・98期・娘役）                                               |             |
| 113 | 2016年3月前半  | 滋賀・源氏物語の旅        | 矢吹世奈（花組・97期・男役）                                               |             |
| 114 | 2016年3月後半  | 滋賀・湖南の伝統          | 矢吹世奈（花組・97期・男役）                                               |             |
| 115 | 2016年4月前半  | 京都・下鴨（1）           | 美園さくら（月組・99期・娘役）                                             |             |
| 116 | 2016年4月後半  | 京都・下鴨（2）           | 美園さくら（月組・99期・娘役）                                             |             |
| 117 | 2016年5月前半  | 大阪・町ぐるみ博物館（1） | 瑠風輝（宙組・98期・男役）                                                 |             |
| 118 | 2016年5月後半  | 大阪・町ぐるみ博物館（2） | 瑠風輝（宙組・98期・男役）                                                 |             |
| 119 | 2016年6月前半  | 大阪・北摂（1）           | 諏訪さき（雪組・99期・男役）                                               |             |
| 120 | 2016年6月後半  | 大阪・北摂（2）           | 諏訪さき（雪組・99期・男役）                                               |             |
| 121 | 2016年7月前半  | 京町家と祇園祭            | 遥羽らら（宙組・98期・娘役）                                               |             |
| 122 | 2016年7月後半  | 京都・信長めぐり          | 遥羽らら（宙組・98期・娘役）                                               |             |
| 123 | 2016年8月前半  | 夏の淡路島（1）           | 綾凰華（星組・98期・男役）                                                 |             |
| 124 | 2016年8月後半  | 夏の淡路島（2）           | 綾凰華（星組・98期・男役）                                                 |             |
| 125 | 2016年9月前半  | 大阪・芸術の秋（1）       | 綺城ひか理（花組・97期・男役）                                             |             |
| 126 | 2016年9月後半  | 大阪・芸術の秋（2）       | 綺城ひか理（花組・97期・男役）                                             |             |
| 127 | 2016年10月前半 | 九度山・真田の里          | 飛龍つかさ（花組・98期・男役）                                             |             |
| 128 | 2016年10月後半 | 奈良・五條                | 飛龍つかさ（花組・98期・男役）                                             |             |
| 129 | 2016年11月前半 | 京都・百人一首の旅        | 希峰かなた（宙組・99期・男役）                                             |             |
| 130 | 2016年11月後半 | 嵯峨の伝統文化            | 希峰かなた（宙組・99期・男役）                                             |             |
| 131 | 2016年12月前半 | 神戸のクリスマス          | 暁千星（月組・98期・男役）                                                 |             |
| 132 | 2016年12月後半 | 港神戸の文化              | 暁千星（月組・98期・男役）                                                 |             |
| 133 | 2017年1月前半  | 兵庫・湯村温泉（1）       | 小桜ほのか（星組・99期・娘役）                                             |             |
| 134 | 2017年1月後半  | 兵庫・湯村温泉（2）       | 小桜ほのか（星組・99期・娘役）                                             |             |
| 135 | 2017年2月前半  | 京の節分（1）             | 亜蓮冬馬（花組・99期・男役）                                               |             |
| 136 | 2017年2月後半  | 京の節分（2）             | 亜蓮冬馬（花組・99期・男役）                                               |             |
| 137 | 2017年3月前半  | 奈良・飛鳥（1）           | 帆純まひろ（花組・99期・男役）                                             |             |
| 138 | 2017年3月後半  | 奈良・飛鳥（2）           | 帆純まひろ（花組・99期・男役）                                             |             |
| 139 | 2017年4月前半  | 京都・大原（1）           | 縣千（雪組・101期・男役）                                                  |             |
| 140 | 2017年4月後半  | 京都・大原（2）           | 縣千（雪組・101期・男役）                                                  |             |
| 141 | 2017年5月前半  | 西宮・酒蔵めぐり          | 夢奈瑠音（月組・96期・男役）                                               |             |
| 142 | 2017年5月後半  | 西宮・えべっさんの町      | 夢奈瑠音（月組・96期・男役）                                               |             |
| 143 | 2017年6月前半  | 兵庫・銀の馬車道（1）     | 鷹翔千空（宙組・101期・男役）                                              |             |
| 144 | 2017年6月後半  | 兵庫・銀の馬車道（2）     | 鷹翔千空（宙組・101期・男役）                                              |             |
| 145 | 2017年7月前半  | 奈良・柳生の里（1）       | 遥斗勇帆（星組・99期・男役）                                               |             |
| 146 | 2017年7月後半  | 奈良・柳生の里（2）       | 遥斗勇帆（星組・99期・男役）                                               |             |
| 147 | 2017年8月前半  | 京都・浦嶋伝説（1）       | 野々花ひまり（雪組・99期・娘役）                                           |             |
| 148 | 2017年8月後半  | 京都・浦嶋伝説（2）       | 野々花ひまり（雪組・99期・娘役）                                           |             |
| 149 | 2017年9月前半  | 京都・ねねの道（1）       | 輝生かなで（月組・99期・男役）                                             |             |
| 150 | 2017年9月後半  | 京都・ねねの道（2）       | 輝生かなで（月組・99期・男役）                                             |             |
| 151 | 2017年10月前半 | 総集編（1）               | #1～#24までのダイジェスト                                                  |             |
| 152 | 2017年10月後半 | 総集編（2）               | #25～#48までのダイジェスト                                                 |             |
| 153 | 2017年11月前半 | 総集編（3）               | #49～#72までのダイジェスト                                                 |             |
| 154 | 2017年11月後半 | 総集編（4）               | #73～#96までのダイジェスト                                                 |             |
| 155 | 2017年12月前半 | 総集編（5）               | #97～#120までのダイジェスト                                                |             |
| 156 | 2017年12月後半 | 総集編（6）               | #121～#150までのダイジェスト                                               |             |

## スタッフ
- ナビゲーター:しのや文秀
- 制作協力:[View　ヴィユー]
- 演出:植木邦久
- 構成:土屋幸喜
- プロデューサー:花岡美和
- 公演制作著作:宝塚歌劇団
- 制作著作:宝塚クリエイティブアーツ

## 放送時間
TAKARAZUKA SKY STAGE
- タカラヅカ・スカイ・ステージでの放送時間は固定されていない。

TwellV…隔週毎に新しい回を放送。（現在は放送終了）
- 月曜日 7:45 - 8:00（初回）
- 水曜日・金曜日 7:45 - 8:00
- 土曜日 6:45 - 7:00
- 日曜日 16:45 - 17:00

KBS京都テレビ（『旅タカラジェンヌ』として放送）
- 第一日曜日 12:00 - 12:30